# Доктор Сън
„Доктор Сън“ (на английски: Doctor Sleep) е американски филм на ужасите от 2019 г.
Основан е на едноименния роман от Стивън Кинг. Филмът, който служи също и като продължение на филмовата адаптация по романа „Сиянието“ на Стивън Кинг от 1977 г., режисирана от Стенли Кубрик, се развива няколко десетилетия след събитията в първия филм и включва комбинация от елементи от първата книга. Майк Фланагън е сценарист, режисьор и монтажист на „Доктор Сън“. Главните роли се изпълняват от Юън Макгрегър, Ребека Фъргюсън и Клиф Къртис.
Уорнър Брадърс започват да работят по филмова адаптация скоро след излизането на романа през 2013 г. Писателят – продуцент, Акива Голдсман пише сценарий, но студиото не осигурява бюджет за филма преди касовия успех на филма на ужасите „То“ от 2017 г., също основан на книга от Стивън Кинг. Фланаган е нает да пренапише сценария на Голдсман и да режисира филма. Снимките започват през септември в Джорджия и приключват през декември 2018 г.